# Magnat-l'Étrange
Magnat-l'Étrange è un comune francese di 237 abitanti situato nel dipartimento della Creuse nella regione della Nuova Aquitania.

## Società

### Evoluzione demografica
Abitanti censiti